# Wilhelm Georg Friedrich von Oranien-Nassau

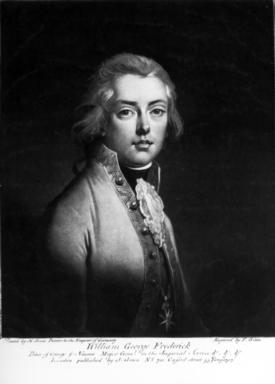
Wilhelm Georg Friedrich von Oranien-Nassau

Wilhelm Georg Friedrich, Prinz von Oranien-Nassau (* 15. Februar 1774 in Den Haag; † 6. Januar 1799 in Padua) war der zweite Sohn des Erbstatthalters Wilhelm V. der Niederlande und der Prinzessin Friederike Sophie Wilhelmine von Preußen.

## Leben
Er trat früh in Kriegsdienste der niederländischen Republik der Sieben Vereinigten Provinzen, nahm 1793, als Holland von Dumouriez angegriffen wurde, mit einem aus zerstreut liegenden Truppen zusammengerafften Korps den Franzosen Geertruidenberg und Klundert wieder ab und drängte den Feind über die Lys zurück. 1794 kämpfte er mit seiner Division in der Schlacht bei Fleurus auf Seite der Österreicher, legte aber nach der Eroberung der Provinz Utrecht 1795 seine Befehlshaberstelle nieder und folgte seinem Vater nach England. 1796 trat er als Generalmajor bei der Armee am Niederrhein in kaiserliche (österreichische) Dienste und zeichnete sich mit seiner Brigade besonders vor Kehl aus, dessen Übergabe durch seine Erstürmung der Schwabenschanze erfolgte. Im Februar 1797 kam er zur Armee des Erzherzogs Karl nach Italien, wurde Feldmarschallleutnant und erhielt im November 1798 den Oberbefehl über das ganze österreichische Heer in Italien als Feldzeugmeister, starb aber schon am 6. Januar 1799 in Padua. Er war nicht verheiratet und hatte keine Nachkommen.

### Laufbahn
- 17. April 1796 mit Rang vom 19. Mai 1796 Generalmajor
- 30. Oktober 1797 mit Rang vom 29. Oktober 1797 Feldmarschallleutnant
- 15. November 1798 mit Rang vom 14. November 1798 Feldzeugmeister